# Martin Jakobsen
Martin Jakobsen (født 1972 eller 1973) er en konservativ politiker, der er medlem af byrådet i Silkeborg Kommune og regionsrådet i Region Midtjylland.
Jakobsen var byrådsmedlem i Silkeborg Kommune fra 2010 til 2013. Han opnåede ikke genvalgt i 2013, men var været medlem af byrådet igen siden 2018. Han stillede op til regionsrådsvalgene i 2013 og 2017 uden at blive valgt, men opnåede valg i 2021. Han blev medlem af bestyrelsen i Danske Regioner i 2022.
Jakobsen er uddannet lærer fra Silkeborg Seminarium i 2003. Han var viceinspektør på Solhverv Privatskole fra 2008 til 2011 og er lærer på Kornmod Realskole fra 2011. Han er gift, har 2 børn og bor i Silkeborg.
Jakobsen har været formand for Museum Silkeborg siden 2015.

## Valghistorie
- Regionsrådsvalget 2013: Ikke valgt, 2.285 personlige stemmer, opstillet som nr. 4[6]
- Regionsrådsvalget 2017: Ikke valgt, 1.919 personlige stemmer, opstillet som nr. 2[7]
- Regionsrådsvalget 2021: Valgt med 4.312 personlige stemmer, opstillet som nr. 3[8]

- Kommunalvalget 2009: Valgt med 423 personlige stemmer, opstillet som nr. 4[9]
- Kommunalvalget 2013: Ikke valgt, 660 personlige stemmer, opstillet som nr. 4[10]
- Kommunalvalget 2017: Valgt med 941 personlige stemmer, opstillet som nr. 1[11]
- Kommunalvalget 2021: Valgt med 1.803 personlige stemmer, opstillet som nr. 1[12]